# 萨菲娜·萨杜拉耶娃
萨菲娜·叶尔金诺芙娜·萨杜拉耶娃（1998年3月4日—），乌兹别克斯坦女子田径运动员，主攻跳高，2021年伊斯兰团结运动会女子跳高金牌得主、2022年亚洲运动会女子跳高金牌得主。